# Uruguay hívójelkörzetei
Uruguay hívójelkörzetei igazodnak az ország régionális határaihoz. A hívójelkörzet pontos helyét a suffix 1. karaktere határozza meg.
Uruguay számára az ITU a C[V..X] hívójelprefixeket határozta meg.

## Uruguay hívójelkörzetei[1][2][3]
| Prefix  | Körzet | Suffix[1] | Hely/jelleg           |
| ------- | ------ | --------- | --------------------- |
| C[V..W] | [0..9] | *         | Uruguay               |
| CX      | 0      | *         | Antarktiszi állomások |
| CX      | [1..9] | [A..C]    | Montevideo            |
| CX      | [1..9] | D         | Canelones             |
| CX      | [1..9] | E         | San José              |
| CX      | [1..9] | F         | Colonia               |
| CX      | [1..9] | G         | Soriano               |
| CX      | [1..9] | H         | Río Negro             |
| CX      | [1..9] | I         | Paysandú              |
| CX      | [1..9] | J         | Salto                 |
| CX      | [1..9] | K         | Artigas               |
| CX      | [1..9] | L         | Florida               |
| CX      | [1..9] | M         | Flores                |
| CX      | [1..9] | N         | Durazno               |
| CX      | [1..9] | O         | Tacuarembó            |
| CX      | [1..9] | P         | Rivera                |
| CX      | [1..9] | R         | Maldonado             |
| CX      | [1..9] | S         | Lavalleja             |
| CX      | [1..9] | T         | Rocha                 |
| CX      | [1..9] | U         | Treinta y Tres        |
| CX      | [1..9] | V         | Cerro Largo megye     |
| CX      | [1..9] | Z         | Kitelepült állomások  |

## Lajstromjel
Vízi és légi járművek lajstromjelezéséhez a CX prefixet használják.